# Daviscupový tým České republiky
Daviscupový tým České republiky je od roku 1993 nástupnické družstvo Československa, které v Davis Cupu debutovalo v roce 1921. Jeho řídící organizací je Český tenisový svaz.
Český tým vyhrál soutěž třikrát, v roce 1980 pod hlavičkou Československa a v letech 2012 a 2013 jako Česká republika. Mezinárodní tenisová federace mu připsala všechny výsledky, které dosáhl v rámci Československa. 
Do roku 2017 bylo české družstvo se Spojenými státy jedním ze dvou týmů, které vyjma jednoho ročníku (2006) odehrály všechny sezóny světové skupiny zavedené v roce 1981. Po druhém pádu z nejvyšší úrovně v Davis Cupu 2017 Češi sestoupili do euroafrické kontinentální zóny.
Po vítězném čtvrtfinále Světové skupiny 2013 se Česká republika stala šestou zemí od zavedení žebříčku ITF v roce 2001, která dosáhla na 1. místo. Po Francii a Rusku pak byla třetím státem historie, jenž souběžně vedl mužský i ženský žebříček ITF, když čelo ženské klasifikace patřilo české fedcupové reprezentaci.
Týmovým statistikám vévodí wimbledonský vítěz Jan Kodeš, jenž zaznamenal nejvyšší počet 60 vyhraných zápasů, 21 vítězných čtyřher (jako Berdych) a odehrál 39 mezistátních utkání v 15 sezónách. Nejvyšší počet 40 vyhraných dvouher dosáhl Roderich Menzel. Jiří Lehečka se v kvalifikačním kole Davis Cupu 2019 stal v 17 letech a 85 dnech nejmladším hráčem, jenž zasáhl do zápasu. Naopak jako nejstarší nastoupil Ladislav Žemla do semifinále evropského pásma v roce 1927, kdy mu bylo 39 let a 244 dní.
Kapitánem je od září 2024 bývalý reprezentant a dvojnásobný vítěz soutěže Tomáš Berdych. Ten nahradil Jaroslava Navrátila, který tuto funkci zastával 18 let. Ke změně došlo po prohrách v základní skupině finálového turnaje ročníku 2024, kdy byl Navrátil kritizován za nominaci pouze čtyř hráčů do týmové soupisky.

## Historie
Československo vyhrálo Davisův pohár v roce 1980, když ve finále zdolalo Itálii 4–1 na zápasy. Jednalo se o poslední ročník před zavedením Světové skupiny. Družstvo tvořili Ivan Lendl, Tomáš Šmíd (nastoupili spolu i ve čtyřhře), Pavel Složil a Jan Kodeš. Nehrajícím kapitánem byl Antonín Bolardt. O pět let dříve, v Davis Cupu 1975, odešel tým z finále poražen od domácího Švédska 2–3 na zápasy.

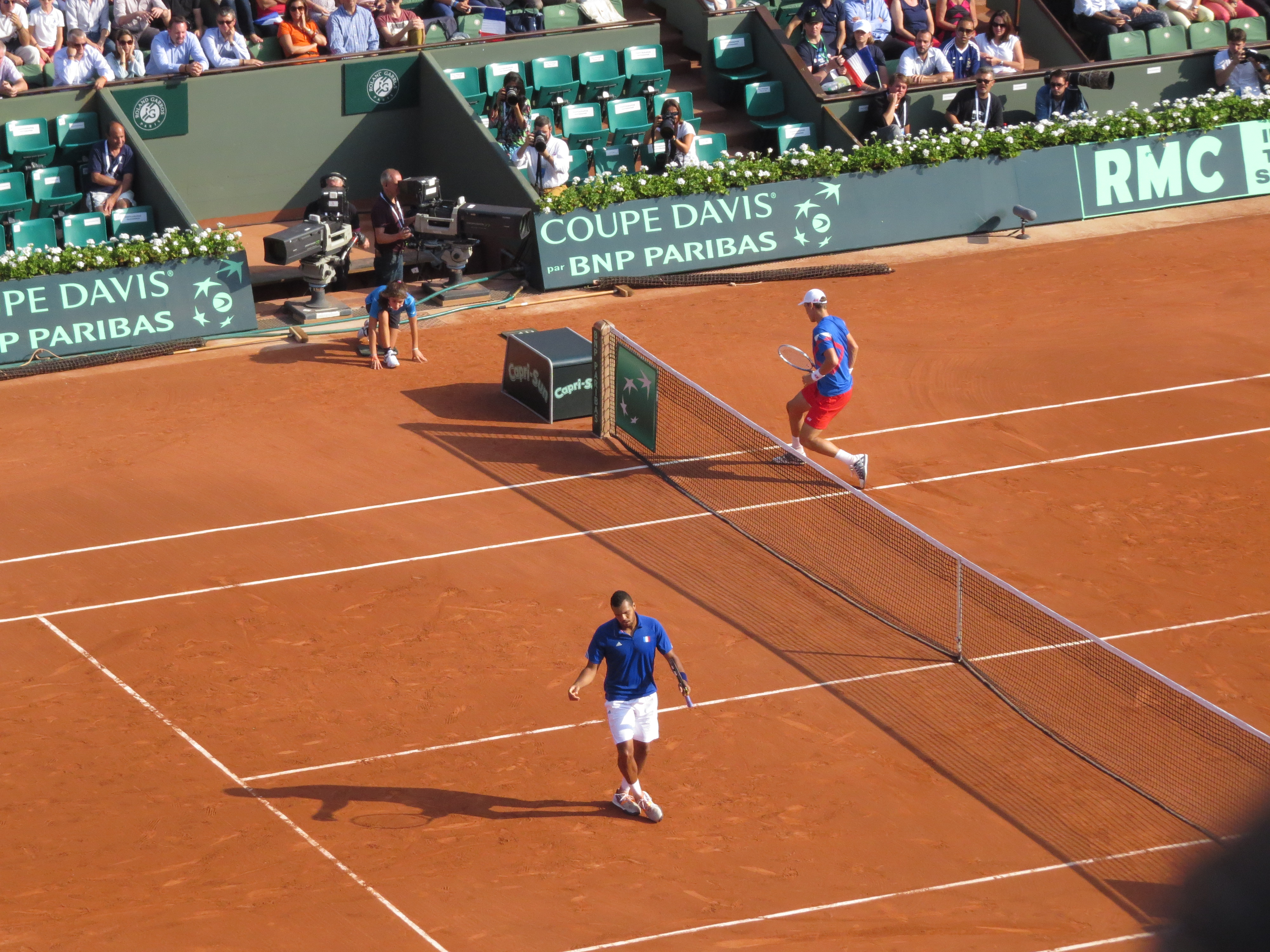
Tomáš Berdych a Jo-Wilfried Tsonga (vlevo) ve čtyřhře semifinále Světové skupiny Davis Cupu 2014 na dvorci Philippa Chatriera, v němž Francie vyhrála 4:1 na zápasy

Do roku 2005 byla Česká republika jediným státem v soutěži, který nikdy nesestoupil ze Světové skupiny Davisova poháru od jejího zavedení v roce 1981. V roce 2009 celek postoupil poprvé do finále Světové skupiny v rámci samostatné České republiky. Na barcelonské halové antuce však prohrál se Španělskem 0–5. Za tento výkon byl vyhlášen nejlepším kolektivem České republiky pro rok 2009 v anketě Sportovec roku a vyhrál i anketu Zlatý kanár.
V roce 2012 se tým probojoval do stého finále v Praze, kde oplatil tři roky starou porážku Španělsku 3–2. Úvodní hrací den porazil Tomáš Berdych španělskou dvojku Nicoláse Almagra a vybojoval první bod. V sobotu zvládl s Radkem Štěpánkem čtyřhru. V neděli nejdříve Berdych podlehl Davidu Ferrerovi. O šampionech tak rozhodl až poslední singl, v němž Štěpánek přehrál Almagra. Český tým získal druhý titul ve složení Tomáš Berdych, Radek Štěpánek, Lukáš Rosol a Ivo Minář. Nehrajícím kapitánem byl Jaroslav Navrátil. Česko se v sezóně 2012 stalo první zemí v historii tenisu, která v jediném roce vyhrála Davis Cup, Fed Cup a Hopman Cup. Po třech letech se stal daviscupový tým opět nejlepším kolektivem České republiky pro rok 2012 v anketě Sportovec roku a vyhrál prvenství v tenisové anketě Zlatý kanár.
V utkání prvního kola Světové skupiny 2013 proti Švýcarsku padl během čtyřhry daviscupový rekord v délce trvání zápasu. Vítězství si připsal český pár Tomáš Berdych a Lukáš Rosol, který po setech 6–4, 5–7, 6–4, 6–7 a 24–22 zdolal dvojici Marco Chiudinelli a Stanislas Wawrinka, když proměnil třináctý mečbol. Utkání se délkou trvání 7 hodin 2 minuty stalo vůbec nejdelším zápasem v historii Davisova poháru. Stejně tak byl odehrán rekordní počet 46 gamů v páté sadě daviscupového utkání (od zavedení Světové skupiny). Pátá sada se zároveň stala nejdelší v této soutěži, když trvala 3 hodiny 35 minut.V dubnovém čtvrtfinále přehráli bez Berdycha v sestavě Kazachstán poměrem 3–1, když roli jedničky na astanské antuce zvládl Lukáš Rosol přispěním dvou bodů. V repríze zářijového semifinále z roku 2012 pak český tým vybojoval vítězný duel v pražské O2 areně, kde si poradil s Argentinou, a vítězstvím 3–2 na zápasy postoupil po roce opět do finále. V bělehradském boji o „salátovou mísu“ zajistil dva body srbskému týmu Novak Djoković. Berdych se Štěpánkem vyhráli čtyřhru a oba zdolali srbskou dvojku Dušana Lajoviće, čímž jako páté družstvo od zavedení Světové skupiny obhájili titul.
Po zavedení kvalifikačního kola v Davis Cupu 2019 čeští reprezentanti prohráli s Nizozemskem 1–3 na zápasy. V zářijové I. skupině euroafrické zóny 2019 pak zvítězili na půdě Bosny a Hercegoviny 3–2. 

## Přehled zápasů

### 2010–2018
| Rok  | úroveň                       | datum                | místo                   | povrch     | soupeř     | skóre | výsledek      |
| ---- | ---------------------------- | -------------------- | ----------------------- | ---------- | ---------- | ----- | ------------- |
| 2010 | Světová skupina, 1. kolo     | 5.–7. března         | Bree, Belgie            | antuka (h) | Belgie     | 4–1   | výhra         |
| 2010 | Světová skupina, čtvrtfinále | 9.–11. července      | Coquimbo, Chile         | antuka     | Chile      | 4–1   | výhra         |
| 2010 | Světová skupina, semifinále  | 17.–19. září         | Bělehrad, Srbsko        | tvrdý (h)  | Srbsko     | 2–3   | prohra        |
| 2011 | Světová skupina, 1. kolo     | 4.–6. března         | Ostrava, Česko          | tvrdý (h)  | Kazachstán | 2–3   | prohra        |
| 2011 | Světová skupina, baráž       | 16.–18. září         | Bukurešť, Rumunsko      | antuka     | Rumunsko   | 5–0   | výhra         |
| 2012 | Světová skupina, 1. kolo     | 10.–12. února        | Ostrava, Česko          | tvrdý (h)  | Itálie     | 4–1   | výhra         |
| 2012 | Světová skupina, čtvrtfinále | 6.–8. dubna          | Praha, Česko            | antuka (h) | Srbsko     | 4–1   | výhra         |
| 2012 | Světová skupina, semifinále  | 14.–16. září         | Buenos Aires, Argentina | antuka     | Argentina  | 3–2   | výhra         |
| 2012 | Světová skupina, finále      | 16.–18. listopadu    | Praha, Česko            | tvrdý (h)  | Španělsko  | 3–2   | vítězství (2) |
| 2013 | Světová skupina, 1. kolo     | 1.–3. února          | Ženeva, Švýcarsko       | tvrdý (h)  | Švýcarsko  | 3-2   | výhra         |
| 2013 | Světová skupina, čtvrtfinále | 5.–7. dubna          | Astana, Kazachstán      | antuka (h) | Kazachstán | 3–1   | výhra         |
| 2013 | Světová skupina, semifinále  | 13.–15. září         | Praha, Česko            | tvrdý (h)  | Argentina  | 3–2   | výhra         |
| 2013 | Světová skupina, finále      | 15.–17. listopadu    | Bělehrad, Srbsko        | tvrdý (h)  | Srbsko     | 3–2   | vítězství (3) |
| 2014 | Světová skupina, 1. kolo     | 31. ledna – 2. února | Ostrava, Česko          | tvrdý (h)  | Nizozemsko | 3-2   | výhra         |
| 2014 | Světová skupina, čtvrtfinále | 4.–6. dubna          | Tokio, Japonsko         | tvrdý (h)  | Japonsko   | 5–0   | výhra         |
| 2014 | Světová skupina, semifinále  | 12.–14. září         | Paříž, Francie          | antuka     | Francie    | 1–4   | prohra        |
| 2015 | Světová skupina, 1. kolo     | 6.–8. března         | Ostrava, Česko          | tvrdý (h)  | Austrálie  | 2–3   | prohra        |
| 2015 | Světová skupina, baráž       | 18.–20. září         | Nové Dillí, Indie       | tvrdý      | Indie      | 3–1   | výhra         |
| 2016 | Světová skupina, 1. kolo     | 4.–6. března         | Hannover, Německo       | tvrdý (h)  | Německo    | 3–2   | výhra         |
| 2016 | Světová skupina, čtvrtfinále | 15.–17. července     | Třinec, Česko           | tvrdý (h)  | Francie    | 1–3   | prohra        |
| 2017 | Světová skupina, 1. kolo     | 3.–5. února          | Melbourne, Austrálie    | tvrdý      | Austrálie  | 1–4   | prohra        |
| 2017 | Světová skupina, baráž       | 15.–17. září         | Haag, Nizozemsko        | antuka (h) | Nizozemsko | 2–3   | prohra        |
| 2018 | 1. skupina euroafrické zóny  | 6.–7. dubna          | Ostrava, Česko          | antuka (h) | Izrael     | 3–1   | výhra         |
| 2018 | Světová skupina, baráž       | 14.–16. září         | Budapešť, Maďarsko      | antuka     | Maďarsko   | 3–2   | výhra         |

### 2019–2029
| Rok  | úroveň                            | datum                | místo                       | povrch     | soupeř              | skóre | výsledek |
| ---- | --------------------------------- | -------------------- | --------------------------- | ---------- | ------------------- | ----- | -------- |
| 2019 | Kvalifikační kolo                 | 1.–2. února          | Ostrava, Česko              | tvrdý (h)  | Nizozemsko          | 1–3   | prohra   |
| 2019 | 1. skupina euroafrické zóny       | 14.–15. září         | Zenica, Bosna a Hercegovina | tvrdý (h)  | Bosna a Hercegovina | 3–2   | výhra    |
| 2021 | Kvalifikační kolo                 | 6.–7. března 2020    | Bratislava, Slovensko       | tvrdý (h)  | Slovensko           | 3–1   | výhra    |
| 2021 | Finálový turnaj, základní skupina | 25. listopadu 2021   | Innsbruck, Rakousko         | tvrdý (h)  | Francie             | 1–2   | prohra   |
| 2021 | Finálový turnaj, základní skupina | 28. listopadu 2021   | Innsbruck, Rakousko         | tvrdý (h)  | Velká Británie      | 1–2   | prohra   |
| 2022 | Kvalifikační kolo                 | 4.–5. března         | Buenos Aires, Argentina     | antuka     | Argentina           | 0–4   | prohra   |
| 2022 | 1. světová skupina                | 16.–17. září         | Tel Aviv, Izrael            | tvrdý (h)  | Izrael              | 3–1   | výhra    |
| 2023 | Kvalifikační kolo                 | 4.–5. února          | Maia, Portugalsko           | antuka (h) | Portugalsko         | 3–1   | výhra    |
| 2023 | Finálový turnaj, základní skupina | 13. září             | Valencie, Španělsko         | tvrdý (h)  | Španělsko           | 3–0   | výhra    |
| 2023 | Finálový turnaj, základní skupina | 14. září             | Valencie, Španělsko         | tvrdý (h)  | Jižní Korea         | 3–0   | výhra    |
| 2023 | Finálový turnaj, základní skupina | 16. září             | Valencie, Španělsko         | tvrdý (h)  | Srbsko              | 3–0   | výhra    |
| 2023 | Finálový turnaj, čtvrtfinále      | 22. listopadu        | Malaga, Španělsko           | tvrdý (h)  | Austrálie           | 1–2   | prohra   |
| 2024 | Kvalifikační kolo                 | 3.–4. února          | Třinec, Česko               | tvrdý (h)  | Izrael              | 4–0   | výhra    |
| 2024 | Finálový turnaj, základní skupina | 11. září             | Valencie, Španělsko         | tvrdý (h)  | Španělsko           | 0–3   | prohra   |
| 2024 | Finálový turnaj, základní skupina | 12. září             | Valencie, Španělsko         | tvrdý (h)  | Austrálie           | 0–3   | prohra   |
| 2024 | Finálový turnaj, základní skupina | 14. září             | Valencie, Španělsko         | tvrdý (h)  | Francie             | 1–2   | prohra   |
| 2025 | 1. kvalifikační kolo              | 31. ledna – 2. února | Ostrava, Česko              | tvrdý (h)  | Jižní Korea         | 4–0   | výhra    |

## Přehled finále

### 1975: Švédsko vs. Československo
| Kungliga tennishallen, Stockholm, Švédsko 19.–21. prosince 1975 koberec (hala) |  |                                                       |     |     |     |     |    |  |
| \| \| \| \| 1. \| 2. \| 3. \| 4. \| 5. \| \| \| -- \| \| ----------------------------------------------------- \| --- \| --- \| --- \| --- \| -- \| \| \| 1. \| \| Björn Borg Jiří Hřebec \| 6 1 \| 6 3 \| 6 0 \| \| \| \| \| 2. \| \| Ove Bengtson Jan Kodeš \| 6 4 \| 2 6 \| 5 7 \| 4 6 \| \| \| \| 3. \| \| Ove Bengtson / Björn Borg Jan Kodeš / Vladimír Zedník \| 6 4 \| 6 4 \| 6 4 \| \| \| \| \| 4. \| \| Björn Borg Jan Kodeš \| 6 4 \| 6 2 \| 6 2 \| \| \| \| \| 5. \| \| Ove Bengtson Jiří Hřebec \| 6 1 \| 3 6 \| 1 6 \| 4 6 \| \| \| \| \| \| \| \| \| \| \| \| \| \| \| \| \| \| \| \| \| \| \| \| \| \| \| \| \| \| \| \| \| \| \| \| \| \| \| \| \| \| \| \| \| \| \| \| \| \| \| \| \| |  |                                                       |     |     |     |     |    |  |
| |  |                                                       | 1.  | 2.  | 3.  | 4.  | 5. |  |
| 1. |  | Björn Borg Jiří Hřebec                                | 6 1 | 6 3 | 6 0 |     |    |  |
| 2. |  | Ove Bengtson Jan Kodeš                                | 6 4 | 2 6 | 5 7 | 4 6 |    |  |
| 3. |  | Ove Bengtson / Björn Borg Jan Kodeš / Vladimír Zedník | 6 4 | 6 4 | 6 4 |     |    |  |
| 4. |  | Björn Borg Jan Kodeš                                  | 6 4 | 6 2 | 6 2 |     |    |  |
| 5. |  | Ove Bengtson Jiří Hřebec                              | 6 1 | 3 6 | 1 6 | 4 6 |    |  |
| |  |                                                       |     |     |     |     |    |  |
| |  |                                                       |     |     |     |     |    |  |
| |  |                                                       |     |     |     |     |    |  |
| |  |                                                       |     |     |     |     |    |  |
| |  |                                                       |     |     |     |     |    |  |

### 1980: Československo vs. Itálie
| Sportovní hala, Praha, Československo 5.–7. prosince 1980 koberec (hala) |  |                                                            |     |     |     |     |     |  |
| \| \| \| \| 1. \| 2. \| 3. \| 4. \| 5. \| \| \| -- \| \| ---------------------------------------------------------- \| --- \| --- \| --- \| --- \| --- \| \| \| 1. \| \| Tomáš Šmíd Adriano Panatta \| 3 6 \| 3 6 \| 6 3 \| 6 4 \| 6 4 \| \| \| 2. \| \| Ivan Lendl Corrado Barazzutti \| 4 6 \| 6 1 \| 6 1 \| 6 2 \| \| \| \| 3. \| \| Ivan Lendl / Tomáš Šmíd Paolo Bertolucci / Adriano Panatta \| 3 6 \| 6 3 \| 3 6 \| 6 3 \| 6 4 \| \| \| 4. \| \| Tomáš Šmíd Corrado Barazzutti \| 6 3 \| 3 6 \| 2 6 \| \| \| \| \| 5. \| \| Ivan Lendl Gianni Ocleppo \| 6 3 \| 6 3 \| 6 4 \| \| \| \| \| \| \| \| \| \| \| \| \| \| \| \| \| \| \| \| \| \| \| \| \| \| \| \| \| \| \| \| \| \| \| \| \| \| \| \| \| \| \| \| \| \| \| \| \| \| \| \| \| \| |  |                                                            |     |     |     |     |     |  |
| |  |                                                            | 1.  | 2.  | 3.  | 4.  | 5.  |  |
| 1. |  | Tomáš Šmíd Adriano Panatta                                 | 3 6 | 3 6 | 6 3 | 6 4 | 6 4 |  |
| 2. |  | Ivan Lendl Corrado Barazzutti                              | 4 6 | 6 1 | 6 1 | 6 2 |     |  |
| 3. |  | Ivan Lendl / Tomáš Šmíd Paolo Bertolucci / Adriano Panatta | 3 6 | 6 3 | 3 6 | 6 3 | 6 4 |  |
| 4. |  | Tomáš Šmíd Corrado Barazzutti                              | 6 3 | 3 6 | 2 6 |     |     |  |
| 5. |  | Ivan Lendl Gianni Ocleppo                                  | 6 3 | 6 3 | 6 4 |     |     |  |
| |  |                                                            |     |     |     |     |     |  |
| |  |                                                            |     |     |     |     |     |  |
| |  |                                                            |     |     |     |     |     |  |
| |  |                                                            |     |     |     |     |     |  |
| |  |                                                            |     |     |     |     |     |  |

### 2009: Španělsko vs. Česko
| Palau Sant Jordi, Barcelona, Španělsko 4.–6. prosince 2009 antuka (hala) |  |                                                                    |       |     |     |     |     |  |
| \| \| \| \| 1. \| 2. \| 3. \| 4. \| 5. \| \| \| -- \| \| ------------------------------------------------------------------ \| ----- \| --- \| --- \| --- \| --- \| \| \| 1. \| \| Rafael Nadal Tomáš Berdych \| 7 5 \| 6 0 \| 6 2 \| \| \| \| \| 2. \| \| David Ferrer Radek Štěpánek \| 1 6 \| 2 6 \| 6 4 \| 6 4 \| 8 6 \| \| \| 3. \| \| Feliciano López / Fernando Verdasco Tomáš Berdych / Radek Štěpánek \| 79 67 \| 7 5 \| 6 2 \| \| \| \| \| 4. \| \| Rafael Nadal Jan Hájek \| 6 3 \| 6 4 \| \| \| \| \| \| 5. \| \| David Ferrer Lukáš Dlouhý \| 6 2 \| 6 4 \| \| \| \| \| \| \| \| \| \| \| \| \| \| \| \| \| \| \| \| \| \| \| \| \| \| \| \| \| \| \| \| \| \| \| \| \| \| \| \| \| \| \| \| \| \| \| \| \| \| \| \| \| \| \| |  |                                                                    |       |     |     |     |     |  |
| |  |                                                                    | 1.    | 2.  | 3.  | 4.  | 5.  |  |
| 1. |  | Rafael Nadal Tomáš Berdych                                         | 7 5   | 6 0 | 6 2 |     |     |  |
| 2. |  | David Ferrer Radek Štěpánek                                        | 1 6   | 2 6 | 6 4 | 6 4 | 8 6 |  |
| 3. |  | Feliciano López / Fernando Verdasco Tomáš Berdych / Radek Štěpánek | 79 67 | 7 5 | 6 2 |     |     |  |
| 4. |  | Rafael Nadal Jan Hájek                                             | 6 3   | 6 4 |     |     |     |  |
| 5. |  | David Ferrer Lukáš Dlouhý                                          | 6 2   | 6 4 |     |     |     |  |
| |  |                                                                    |       |     |     |     |     |  |
| |  |                                                                    |       |     |     |     |     |  |
| |  |                                                                    |       |     |     |     |     |  |
| |  |                                                                    |       |     |     |     |     |  |
| |  |                                                                    |       |     |     |     |     |  |

### 2012: Česko vs. Španělsko
| O2 arena, Praha, Česko 16.–18. listopadu 2012 tvrdý (hala) |  |                                                               |     |      |     |      |     |  |
| \| \| \| \| 1. \| 2. \| 3. \| 4. \| 5. \| \| \| -- \| \| ------------------------------------------------------------- \| --- \| ---- \| --- \| ---- \| --- \| \| \| 1. \| \| Radek Štěpánek David Ferrer \| 3 6 \| 4 6 \| 4 6 \| \| \| \| \| 2. \| \| Tomáš Berdych Nicolás Almagro \| 6 3 \| 3 6 \| 6 3 \| 65 7 \| 6 3 \| \| \| 3. \| \| Tomáš Berdych / Radek Štěpánek Marcel Granollers / Marc López \| 3 6 \| 7 5 \| 7 5 \| 6 3 \| \| \| \| 4. \| \| Tomáš Berdych David Ferrer \| 2 6 \| 3 6 \| 5 7 \| \| \| \| \| 5. \| \| Radek Štěpánek Nicolás Almagro \| 6 4 \| 7 60 \| 3 6 \| 6 3 \| \| \| \| \| \| \| \| \| \| \| \| \| \| \| \| \| \| \| \| \| \| \| \| \| \| \| \| \| \| \| \| \| \| \| \| \| \| \| \| \| \| \| \| \| \| \| \| \| \| \| \| \| |  |                                                               |     |      |     |      |     |  |
| |  |                                                               | 1.  | 2.   | 3.  | 4.   | 5.  |  |
| 1. |  | Radek Štěpánek David Ferrer                                   | 3 6 | 4 6  | 4 6 |      |     |  |
| 2. |  | Tomáš Berdych Nicolás Almagro                                 | 6 3 | 3 6  | 6 3 | 65 7 | 6 3 |  |
| 3. |  | Tomáš Berdych / Radek Štěpánek Marcel Granollers / Marc López | 3 6 | 7 5  | 7 5 | 6 3  |     |  |
| 4. |  | Tomáš Berdych David Ferrer                                    | 2 6 | 3 6  | 5 7 |      |     |  |
| 5. |  | Radek Štěpánek Nicolás Almagro                                | 6 4 | 7 60 | 3 6 | 6 3  |     |  |
| |  |                                                               |     |      |     |      |     |  |
| |  |                                                               |     |      |     |      |     |  |
| |  |                                                               |     |      |     |      |     |  |
| |  |                                                               |     |      |     |      |     |  |
| |  |                                                               |     |      |     |      |     |  |

### 2013: Srbsko vs. Česko
| Kombank Arena, Bělehrad, Srbsko 15.–17. listopadu 2013 tvrdý – RuKortHard Tournament MF (hala) |  |                                                                |     |      |      |    |    |  |
| \| \| \| \| 1. \| 2. \| 3. \| 4. \| 5. \| \| \| -- \| \| -------------------------------------------------------------- \| --- \| ---- \| ---- \| -- \| -- \| \| \| 1. \| \| Novak Djoković Radek Štěpánek \| 7 5 \| 6 1 \| 6 4 \| \| \| \| \| 2. \| \| Dušan Lajović Tomáš Berdych \| 3 6 \| 4 6 \| 3 6 \| \| \| \| \| 3. \| \| Ilija Bozoljac / Nenad Zimonjić Tomáš Berdych / Radek Štěpánek \| 2 6 \| 4 6 \| 64 7 \| \| \| \| \| 4. \| \| Novak Djoković Tomáš Berdych \| 6 4 \| 7 65 \| 6 2 \| \| \| \| \| 5. \| \| Dušan Lajović Radek Štěpánek \| 3 6 \| 1 6 \| 1 6 \| \| \| \| \| \| \| \| \| \| \| \| \| \| \| \| \| \| \| \| \| \| \| \| \| \| \| \| \| \| \| \| \| \| \| \| \| \| \| \| \| \| \| \| \| \| \| \| \| \| \| \| \| \| |  |                                                                |     |      |      |    |    |  |
| |  |                                                                | 1.  | 2.   | 3.   | 4. | 5. |  |
| 1. |  | Novak Djoković Radek Štěpánek                                  | 7 5 | 6 1  | 6 4  |    |    |  |
| 2. |  | Dušan Lajović Tomáš Berdych                                    | 3 6 | 4 6  | 3 6  |    |    |  |
| 3. |  | Ilija Bozoljac / Nenad Zimonjić Tomáš Berdych / Radek Štěpánek | 2 6 | 4 6  | 64 7 |    |    |  |
| 4. |  | Novak Djoković Tomáš Berdych                                   | 6 4 | 7 65 | 6 2  |    |    |  |
| 5. |  | Dušan Lajović Radek Štěpánek                                   | 3 6 | 1 6  | 1 6  |    |    |  |
| |  |                                                                |     |      |      |    |    |  |
| |  |                                                                |     |      |      |    |    |  |
| |  |                                                                |     |      |      |    |    |  |
| |  |                                                                |     |      |      |    |    |  |
| |  |                                                                |     |      |      |    |    |  |

## Složení týmu
Složení týmu v roce 2025.
- Jiří Lehečka
- Tomáš Macháč
- Jakub Menšík
- Adam Pavlásek
- Maxim Mrva